# Beelitz (Saksen-Anhalt)
Beelitz is een ortsteil van de Duitse stad Arneburg in de deelstaat Saksen-Anhalt. Beelitz was tot 1 juli 2009 een zelfstandige gemeente in de Landkreis Stendal.